# Козьбан Дмитро Сергійович
Дмитро Сергійович Козьбан (нар. 27 квітня 1989, Краматорськ, Донецька область) — український футболіст, нападник молдовської «Сперанци».

## Біографія
Дмитро народився 27 квітня 1989 року. Грати у футбол розпочав у рідному Краматорську (Донецька область), перший тренер — Микола Гумський. Продовжив навчатися в Боярці під Києвом. Там Дмитро й розпочав свою професіональну кар'єру в місцевому «Інтері». У 17 років перейшов у клуб Першої ліги ФК «Львів» і відразу став срібним призером турніру, допомігши львів'янам пробитися в елітну українську лігу.
Наступними його клубами були «Княжа» (Щасливе), «Нафком» (Бровари) та «Нива» (Вінниця), із якою він виграв Умбро Кубок Ліги, забивши один із голів у фіналі. Після двох років, проведених у Вінниці, Козьбан на початку 2012 року перейшов у першоліговий краматорський «Авангард».
9 липня 2013 року Дмитро Козьбан підписав контракт із луцькою «Волинню», узявши 89 номер. Дебютував у Прем'єр лізі в першому турі у грі проти київського «Динамо», матч завершився з рахунком 1:1. Перший свій м'яч за лучан Дмитро забив 2 вересня 2013 року на 86 хвилині матчу проти донецького «Металурга», вийшовши на заміну на 81-й хвилині замість Шумахера, цей гол став єдиним і переможним у грі. 1 серпня 2016 року офіційно залишив луцький клуб.
18 серпня 2016 року офіційно став гравцем рівненського «Вереса». Протягом сезону зіграв у 28 матчах і забив 3 голи, допомігши команді зайняти третє місце і вийти в Прем'єр-лігу.
4 липня 2017 року підписав контракт з польським клубом «Мотор» (Люблін), що виступав у четвертому за рівнем дивізіоні країни.

## Досягнення
- Володар Умбро Кубка Ліги: 2009/10
- Бронзовий призер Першої ліги України: 2016/17